# BRP Rizal (PS-74)
USS Murrelet (AM-372)
Le BRP Rizal (PS-74) est une corvette de la marine philippine, navire de tête de la classe Rizal issue de la classe Auk de l'US Navy construite pendant la Seconde Guerre mondiale.
Il porte le nom de José Rizal (1861-1896), grand héros national de l'émancipation du peuple philippin du joug colonial espagnol.

## Histoire
C'est l'ancien USS Murrelet (AM-372) mis en service le 21 août 1945. Il a été construit au chantier naval Savannah Machine & Foundry Co. de Savannah en Géorgie.
Il a servi dans l'US Navy de 1945 à 1965, d'abord comme dragueur de mines sur les côtes du Japon et de Corée jusqu'en 1948. Puis il est mis en réserve de la flotte du Pacifique. En 1951, il intervient à Yokosuka puis reprend son travail de déminage en Corée. En 1955, il est renommé USS Murrelet (MSF-372) et revient sur les côtes américaines.
Il est mis en réserve, le 14 mars 1957, dans la Pacific Reserv Fleet à Columbia City en Oregon jusqu'au 1er décembre 1964.
Il a été acquis par la marine philippine le 18 juin 1965 et renommé RPS Rizal (E-69). Reclassé comme corvette, il prend le nom de RPS Rizal (PS-69) jusqu'en 1980. En juin il est renommé BRP Rizal (PS-69). En janvier 1996, il subit une entière restauration et modernisation de son armement et devient BRP Rizal (PS-74).

## Classe Rizal
| Nom        | N°    | Lancement        | Mise en service | Statut                           |
| ---------- | ----- | ---------------- | --------------- | -------------------------------- |
| BRP Quezon | PS-70 | 5 avril 1943     | 16 août 1967    | Actif                            |
| BRP Rizal  | PS-74 | 29 décembre 1944 | 18 juin 1965    | Retiré du service le 31 mai 2017 |

### Note et référence
- (en) Cet article est partiellement ou en totalité issu de l’article de Wikipédia en anglais intitulé « BRP Rizal (PS-74) » (voir la liste des auteurs).